# Badaniganahalli, Chik Ballapur
Badaniganahalli là một làng thuộc tehsil Chik Ballapur, huyện Kolar, bang Karnataka, Ấn Độ.